# برونو منديز (سائق سباق)
برونو منديز (بالإسبانية: Bruno Méndez)‏ (و. 1990  م) هو سائق سباق إسباني.

## روابط خارجية
- برونو منديز على موقع DriverDB.com (الإنجليزية)